# Луи-Филип
Луи Филип I (6 октомври 1773 г. – 26 август 1850 г.), наричан Гражданинът крал, е крал на французите от 1830 до 1848 г., предпоследният монарх на Франция и последният, който носи титлата „крал“. Той абдикира от трона си по време на Френската революция от 1848 г., което е последвано от основаването на Втората френска република.
Луи Филип е най-големият син на Луи Филип II, херцог на Орлеан. Младият Луи Филип (тогава херцог на Шартър) участва във Френските революционни войни, отличава се с командване на войските и е повишен в генерал-лейтенант на 19-годишна възраст. Баща му по време на революцията се отказва от титлата си, приема името Филип Егалитѐ (Филип Равенство), избран е за член на Конвента и гласува за екзекуцията на крал Луи XVI, но попада под подозрение и е екзекутиран през 1793 г. по време на Големия терор. Синът скъсва с Първата френска република и емигрира в Швейцария след участие в заговор за възстановяване на френската монархия.
Луи Филип остава в изгнание 21 години до реставрацията на Бурбоните. Той е провъзгласен за крал през 1830 г., след като Юлската революция принуждава братовчед му Шарл X да абдикира. Управлението на Луи Филип е известно като Юлска монархия и е доминирано от богатите индустриалци и банкери. В периода 1840 – 1848 г. той следва консервативна политика, особено повлияна от френския държавник Франсоа Гизо. Укрепва приятелството с Великобритания и спонсорира колониалната експанзия, особено френското завладяване на Алжир. Популярността му намалява с влошаването на икономическите условия във Франция през 1847 г. и той е принуден да абдикира след избухването на Френската революция от 1848 г.
Луи Филип живее до края на живота си в изгнание в Англия. Във Франция се оформят няколко монархически течения: неговите привърженици подкрепят Орлеаните (орлеанисти), легитимистите подкрепят основната линия на Бурбоните, а бонапартистите подкрепят фамилията Бонапарт. Сред неговите внуци са белгийският крал Леополд II, мексиканската императрица Карлота, българският цар Фердинанд I и испанската кралица Мерседес.

## Преди революцията (1773 – 1789)
Луи Филип е роден в Пале-Роял, резиденцията на семейство Орлеан в Париж, в семейството на Луи Филип, херцог на Шартър (става херцог на Орлеан след смъртта на баща му Луи Филип I), и Луиза-Мария-Аделаида дьо Бурбон. Като член на управляващата династия на Бурбоните той е принц по кръв. Дядо му по майчина линия е узаконен извънбрачен син на Луи XIV.

## По време на революцията (1789 – 1793)
Луи Филип израства в период, който променя Европа като цяло и след силната подкрепа на баща му за революцията, той също се включва. В дневника си той съобщава, че иска да се присъедини към Якобинския клуб, а баща му го подкрепя. Това става през 1790 г. и когато Франция обявява война на Австрия през април 1792, той постъпва в Северната армия.
Образцовата му служба в ранните битки от Френските революционни войни е забелязана и той е повишен. През септември 1792 г. става част от щаба на генерал Келерман и взема участие в битките при Валми, при Жемап и при Неервинден, където показва храброст. Луи Филип се отказва от титлата си и по примери на баща си приема фамилията Егалите. След това служи под командването на генерал Дюмурие в Белгия. След като е разбит при Неервинден и предвиждайки, че ще бъде свален, Дюмурие решава да обърне армията си срещу Париж, да свали Конвента и да възстанови конституционната монархия. Луи Филип дезертира от армията заедно с Дюмурие през април 1793 г. и емигрира в Швейцария.

## Изгнание (1793 – 1815)
Реакцията в Париж на участието на Луи Филип в предателството на Дюмурие неизбежно води до нещастия за семейство Орлеан. Филип Егалите говори в Националния конвент, осъждайки сина си за действията му, заявявайки, че няма да го пощади, подобно на римския консул Брут и неговите синове. Но са заловени писма от Луи Филип до баща му и са прочетени пред Конвента. След това Филип Егалите е поставен под непрекъснато наблюдение. Малко след това, жирондистите арестуват бащата и двамата по-малки братя на Луи Филип, Луи-Шарл и Антоан Филип; последният е служил в Италианската армия. Тримата са интернирани в крепостта Сен Жан (Марсилия).
Междувременно Луи Филип е принуден да живее в сянка, избягвайки както прорепубликанските революционери, така и легитимистките френски емигрантски центрове в различни части на Европа, а също и в австрийската армия. Първо живее в Швейцария под чуждо име и се среща с графинята на Генлис и сестра му Аделаида в Шафхаузен. Оттам заминават в Цюрих, където швейцарските власти постановяват, че за да се спази швейцарският неутралитет, Луи Филип трябва да напусне града. Те отиват в Цуг, където Луи Филип е открит от група емигранти.
Става очевидно, че за да могат жените да се установят мирно някъде, те трябва да се разделят с Луи Филип. Той заминава със своя верен камериер Бодуен към високите Алпи, а след това към Базел, където продава всичките си коне с изключение на един. Като пътуват от град на град в цяла Швейцария, той и Бодуен изпитват лишения и страдания.
През целия този период Луи Филип никога не остава на едно място повече от 48 часа. Накрая, през октомври 1793 г., е назначен за учител по география, история, математика и чужди езици в пансион за момчета. Училището, собственост на мосю Йост, се намираше в Райхенау, село в горното течение на Рейн в тогавашната независима държава Граубюнден, днес част от Швейцария. Неговата заплата е 1400 франка и той преподава под името Мосю Шабос. Той е в училището от месец, когато научава новината от Париж: баща му е гилотиниран на 6 ноември 1793 г. след процес пред Революционния трибунал.

### Пътувания
След като Луи Филип напуска Райхенау, той разделя сега 16-годишната Аделаида от графинята на Генлис, която се е скарала с него. Аделаида отива да живее при пралеля си принцесата на Конти във Фрибург, след това в Бавария и Унгария и накрая при майка си, която е заточена в Испания. Луи Филип пътува много. Той посещава Скандинавия през 1795 г. и след това се мести във Финландия. За около година той остава в Муонио, отдалечено село в долината на река Торнио в Лапландия. Живее под името Мюлер като гост на местния лютерански викарий. Докато посещава Муонио, се предполага, че става баща на дете с Беата Кайса Уолборн (1766 – 1830), наречено Ерик Колстрьом (1796 – 1879).
Луи Филип посещава Съединените щати (ок. 1796 до 1798 г.), пребивавайки във Филаделфия (където братята му Антоан и Луи Шарл живеят в изгнание), Ню Йорк (където най-вероятно е отседнал в семейното имение Somerindyck на Бродуей и 75-та улица с други принцове в изгнание) и Бостън. В Бостън той преподава френски за известно време и живее в квартири над днешния Union Oyster House, най-старият ресторант в Бостън. По време на престоя си в Съединените щати Луи Филип се среща с американски политици и хора от висшето общество, включително Джордж Клинтън, Джон Джей, Александър Хамилтън и Джордж Вашингтон.
В Бостън Луи Филип научава за преврата от 18 фруктидор (4 септември 1797 г.) и за изгнанието на майка си в Испания. Тогава той и братята му решават да се върнат в Европа. Те пристигат в Ню Орлиънс, планирайки да отплават до Хавана и оттам до Испания. Това обаче е проблемно, тъй като Испания и Великобритания са във война.
Тримата братя отплават за Хавана с американска корвета, но британски военен кораб ги пресреща в Мексиканския залив. Британците залавят братята, но все пак ги отвеждат в Хавана, където прекарват една година (от пролетта на 1798 г. до есента на 1799 г.), след което са изгонени от испанските власти. Отплаватпрез Бахамите до Нова Скотия, където са приети от херцога на Кент, син на крал Джордж III и (по-късно) баща на кралица Виктория. Луи Филип завързва трайно приятелство с британския принц. В крайна сметка братята отплават обратно в Ню Йорк и през януари 1800 г. пристигат в Англия, където живеят следващите петнадесет години. През това време Луи Филип преподава математика и география във вече несъществуващото училище Great Ealing, смятано в разцвета си през 19-ти век за „най-доброто частно училище в Англия“.

### На британска служба
Луи Филип и братята му не са официално приети като кралски особи в британския двор, но успяват да се слеят социално с английската аристокрация и през ноември 1801 г. Луи Филип признава на братята си, че „пуска корени в страната“. През юли 1804 г. той пише на епископа на Ландаф, че глобалната сигурност и бъдещето на човечеството зависят от съпротивата на Англия срещу Наполеон.
През 1808 г. Луи Филип предлага брак на принцеса Елизабет, дъщеря на крал Джордж III. Неговият католицизъм и съпротивата на майка ѝ, кралица Шарлотса причина принцесата неохотно да отхвърли предложението.
На 15 април 1808 г. Луи Филип заминава от Портсмут за Палермо в тогавашния британски протекторат Сицилия през Гибралтар, Каляри, Валета (където единственият му оцелял брат, Луи Шарл, умира) и Месина, пристигайки на 20 юни. Той остава в Сицилия като служител на британското външно министерство до първата реставрация на Бурбоните през 1814 г. В ролята си на британски агент, той първоначално се подготвя за мисия в Мексико, където трябва да действа като военен съветник на Леополд, принц на Салерно в подбуждането на антифренски бунт с подкрепата на британския флот. След като новината за избухването на Полуостровната война достига до Сицилия през юли 1808 г., той отплава за Гибралтар по собствена инициатива, но е насочен към Лондон и му е забранено да влиза в Испания под страх от загуба на издръжката си. Той прекарва зимата в Малта и се връща в Сицилия през март 1809 г., след като получи британско разрешение за военна кампания в Италия срещу Йоахим Мюра, но вместо това прекара два месеца в Каляри (от април до юни 1809 г.), опитвайки се да убеди Виктор Емануил I да започне атака срещу Наполеон в долината на река По. През това време той най-накрая се отказа да се ожени за принцеса Елизабет и неуспешно лобира пред Бурбоните от Сицилия да получи Йонийските острови като княжество за себе си.
На 25 ноември 1809 г. в Палермо Луи Филип се жени за принцеса Мария Амалия от Неапол и Сицилия, дъщеря на крал Фердинанд IV от Неапол и Мария Каролина от Австрия. Бракът буди противоречия, тъй като кралица Мария Антоанета е по-малка сестра на майка ѝ, а се смята, че бащата на Луи Филип има роля в екзекуцията на Мария Антоанета. Поради тази причина кралицата на Неапол е против. Тя е била много близка със сестра си и е опустошена от нейната екзекуция, но дава съгласието си, след като Луи Филип заявява, че е решен да изкупи грешките на баща си.

## Реставрация на Бурбоните (1815 – 1830)
След абдикацията на Наполеон, Луи Филип, вече Луи Филип, херцог на Орлеан, се завръща във Франция по време на управлението на своя братовчед Луи XVIII, и реставрацията на Бурбоните. Докато е в изгнание Луи Филип помирява семейство Орлеан с Луи XVIII и сега е приет в кралския двор. Въпреки това, недоволството му от отношението на Бурбоните към семейството му при Стария ред предизвиква търкания между него и Луи XVIII и той открито застава на страната на либералната опозиция.
След завръщането си в Париж през май 1814 г. херцогът на Орлеан е възстановен в ранг генерал-лейтенант от армията от Луи XVIII. По-малко от година след завръщането си във Франция, той и семейството му са прокудени от завръщането на Наполеон от Елба, известно като Стоте дни. На 6 март 1815 г., след като новината за завръщането на Наполеон във Франция достига до Париж, Луи Филип е изпратен от краля в Лион с граф д'Артоа (бъдещият Шарл X), за да организират отбраната срещу Наполеон, но безнадеждността на ситуацията скоро става очевидна и той се връща в столицата. След това Луи XVIII го прави командир на Северната армия. След като Наполеон влиза в Париж (20 март) кралят бяга в Белгия и Луи Филип напуска поста си, избирайки да замине със семейството си в изгнание в Англия. Това му носи допълнително презрение от страна на роялистите. Наполеон скоро е победен окончателно в битката при Ватерло и Луи XVIII се връща на власт, но Луи Филип и семейството му се завръщат във Франция едва през 1817 г., след като вълната от репресии и обвинения е отшумяла.
Луи Филип е в далеч по-приятелски отношения с брата и наследника на Луи XVIII, Шарл X, който се възкачва на трона през 1824 г. Шарл X му дава титлата Кралско височество (Altesse Royale) и му оказва редица благоволения. Въпреки това, опозицията на Луи Филип срещу политиката на Жозеф дьо Вилел и по-късно на Жул дьо Полиняк го превръща в постоянна заплаха за стабилността на правителствата на Шарл. Това скоро се оказва в негова полза.

## Крал на французите (1830 – 1848)
През 1830 г. Юлската революция сваля от власт Шарл X, който абдикира в полза на 10-годишния си внук Анри, херцог на Бордо. Шарл X назначава Луи Филип за генерал-лейтенант на кралството и го натоварва да обяви желанието внукът му да го наследи пред Камарата на депутатите. Луи Филип обаче не го прави, за да увеличи собствените си шансове за наследяване на трона. В резултат, тъй като камарата е наясно с неговата либерална политика и популярността му сред масите, депутатите провъзгласяват Луи Филип за нов френски крал, измествайки старшия клон на династията на Бурбоните. През предходните единадесет дни Луи Филип действа като регент на младия Анри.
Шарл X и семейството му, включително внукът му, заминават в изгнание в Обединеното кралство. Младият Анри в изгнание приема титлата граф дьо Шамбор. По-късно той става претендент за трона на Франция и е подкрепян от легитимистите. Луи Филип полага клетва като крал Луи Филип I на 9 август 1830 г. При възкачването си на трона Луи Филип приема титлата крал на французите, приета преди това от Луи XVI в краткотрайната конституция от 1791 г. Свързването на монархията с народа вместо с територията (както предишното наименование Крал на Франция и Навара) има за цел да подкопае претенциите на Шарл X и семейството му.
С указ от 13 август 1830 г.,  новият крал определя начина, по който неговите деца, както и неговата сестра, ще продължат да носят фамилното име „Орлеан“ и герба на Орлеан; декларира, че най-големият му син, като кралски принц (не дофин), ще носи титлата херцог на Орлеан, че по-малките синове ще продължат да носят предишните си титли, а сестра му и дъщерите му ще бъдат принцеси на Орлеан, а не на Франция. Издигането му до крал на Франция се разглежда като предателство от руския император Николай I, който слага край на приятелството им. През 1832 г. дъщерята на Луи, принцеса Луиз-Мари, се омъжва за първия владетел на Белгия, крал Леополд I. Техни потомци са всички следващи крале на белгийците, както и императрица Шарлота Белгийска, императрица на Мексико.

## Управление
Луи Филип управлява по непретенциозен начин, избягвайки пищността и харчовете на своите предшественици. Въпреки тази външна простота, богатата буржоазия го подкрепя. Отначало той е много обичан и наричан „кралят гражданин“ и „буржоазният монарх“, но популярността му спада, тъй като правителството му става все по-консервативно и монархическо. На управлението на Луи Филип „липсва... мистичната привлекателност на Божествено право на неговия предшественик. Подкрепата за него е в много по-голяма степен условна.“ За разлика от предшественика си, той няма династична традиция, на която да се опре, така че използва славата на Наполеон I, за да укрепи собствения си режим. Той подкрепя връщането на тленните останки на Наполеон във Франция и синът му, херцогът на Жоанвил, ги донася от Света Елена за повторно погребение в Дома на инвалидите. Статуята на Наполеон е върната на мястото си на върха на Вандомската колона през 1833 г., а през 1836 г. е открита Триумфалната арка, паметник на победите на Наполеон. Луи Филип поръчва и създаването на национален исторически музей във Версайския дворец, където известни наполеонови битки са рисувани от големи художници.
В парламента, ограниченият по имуществен ценз електорат от онова време (само около 1 на всеки 170 граждани има избирателни права в началото на царуването) осигурява на Луи Филип постоянна подкрепа. При неговото управление условията на работническата класа се влошават и разликата в доходите расте значително. Според Уилям Фортескю, „Луи Филип дължи трона си на народна революция в Париж, той е „Кралят на барикадите“, но ръководи режим, който бързо се прочува с политически репресии спрямо левицата, класово потисничество на бедните и управление в интерес на богатите.“ Във външната политика периодът е спокоен с приятелство с Великобритания. През октомври 1844 г. той посещава кралица Виктория в замъка Уиндзор. Той е първият царуващ френски крал, стъпил на английска земя, откакто Жан II е затворен там след битката при Поатие през 1356 г.
Индустриална и селскостопанска депресия през 1846 г. води до революцията от 1848 г. и абдикацията на Луи Филип. Дисонансът между положителната му ранна репутация и късната му непопулярност е олицетворен от Виктор Юго в Клетниците като оксиморон, описващ управлението му като „Принц Равенство“.

## Опити за убийство
Луи Филип оцелява след седем опита за убийство. На 28 юли 1835 г. кралят оцелява след опит за убийство от Джузепе Марио Фиески и двама други заговорници в Париж. По време на годишния преглед на Националната гвардия на Париж в чест на революцията, Луи Филип минава по булевард дьо Темпл, придружен от трима от синовете си и многобройна свита.
Фиески, бивш корсикански войник, атакува процесията със самоделно оръдие, което по-късно става известно като Адската машина. Състои се от 25 оръжейни дула, закрепени към дървена рамка, които могат да бъдат изстреляни едновременно. Устройството е разположено на третия етаж на № 50 Boulevard du Temple (впоследствие там е поставена възпоменателна плоча). Един куршум само одраска челото на краля, но други осемнадесет души са убити, още 22 души са ранени. Кралят и принцовете остават по същество невредими. На Хорас Верне, кралския художник, е наредено да нарисува събитието.
Няколко от дулата на оръжието на Фиески се прскат при изстрела; той самият е тежко ранен и бързо е заловен. Екзекутиран е с гилотина заедно с двамата си съзаговорници на следващата година.

## Абдикация и смърт (1848 – 1850)
На 24 февруари 1848 г., по време на Февруарската революция от 1848 г., крал Луи Филип абдикира в полза на деветгодишния си внук Филип, граф дьо Пари. Уплашен от случилото се със сваления Луи XVI, Луи Филип бързо напуска Париж инкогнито. Той се вози в обикновено такси под името „г-н Смит“. Той бяга в Англия със съпругата си на борда на кораб, предложен му от британския консул в Хавър.
Националното събрание на Франция първоначално планира да приеме младия Филип за крал, но поради силната съпротива на общественото мнение отхвърля монархията. На 26 февруари е провъзгласена Втората френска република. Луи Наполеон Бонапарт е избран за президент на 10 декември 1848 г.; на 2 декември 1851 г. той се обявява за доживотен президент и след това за император Наполеон III през 1852 г.
Луи Филип и семейството му живеят в изгнание във Великобритания в имение, предоставено им от кралица Виктория в Клермонт, Съри. Кралската двойка прекарва известно време край морето в Сейнт Леонардс и по-късно в Брайтън. Луи Филип умира в Клермонт на 26 август 1850 г. Първо е погребан в параклиса „Св. Чарлз Боромео“ в Уейбридж, Съри. През 1876 г. останките му и тези на съпругата му са пренесени във Франция и погребани в Chapelle Royale de Dreux, семейна гробница на Орлеаните, която майка му е построила през 1816 г. и която той разширява и украсява след нейната смърт.

### Герб
- Щандарт на Луи Филип I
- Герб на Луи Филип I

## Семейство
През 1809 година Луи-Филип се жени за Мария Амалия Бурбон-Неаполитанска, дъщеря на краля на Двете Сицилии – Фердинанд I. Те имат децата:
- Фердинанд Филип (1810 – 1842), херцог Орлеански, женен за Елена Мекленбург-Шверинска;
- Луиза Мария (1812 – 1850), омъжена за краля на Белгия Леополд I;
- Мария Кристина (1813 – 1839), омъжена за Александър, херцог Вюртембергски;
- Луи Шарл Филип (1814 – 1896), херцог де Немур, женен за Виктория Саксен-Кобург-Кохари;
- Франческа (1816 – 1818);
- Клементина (1817 – 1907), омъжена за Август Саксен-Кобург-Кохари, е майка на българския княз, а по-късно цар Фердинанд I
- Франсоа (1818 – 1900), принц де Жуанвил, женен за Франческа, принцеса Бразилска, дъщеря на император Педро I;
- Шарл (1820 – 1828);
- Анри (1822 – 1897), херцог Омалски, женен за Мария Каролина Бурбон-Сицилианска;
- Антоан (1824 – 1890), херцог де Монпансие, женен за Луиза Фернанда Испанска.